# Put It on Ten and Pull the Knobs Off!
Put It On Ten and Pull The Knobs Off! è un album raccolta dei Junkyard, uscito nel 2008 per l'Etichetta discografica Anyone Music.

## Tracce
1. Life Sentence
2. Hot Rod
3. Long Way Home
4. Can't Hold Back
5. Blooze
6. Take Me Home
7. Hollywood
8. Can't Pin That On Me
9. Misery Loves Company
10. Shot In the Dark
11. Simple Man
12. Texas
13. Hands Off
14. Ain't Dead Yet
15. Lost In The City
16. Hallelujah, I Love Her So
17. Mississippi Queen
18. One Of The Boys
19. Riot In Cell Block #9

## Formazione
- David Roach - voce, percussioni
- Chris Gates - chitarra
- Clay Anthony - basso
- Patrick Michael Muzingo - batteria, percussioni

### Altri musicisti
- Max Gotlieb - chitarra nelle tracce 4,7,8,10,13